# Prehistoric Isle 2
Prehistoric Isle 2 es un videojuego de arcade matamarcianos de 1999 desarrollado conjuntamente por Saurus y Yumekobo y distribuido por SNK. Es la secuela de Prehistoric Isle, que fue desarrollado y lanzado anteriormente en 1989 por SNK. En el juego, los jugadores toman el control de helicópteros para combatir con dinosaurios mientras rescatan personas. A pesar de haber sido lanzado por primera vez para arcades, el título se ha reeditado desde entonces a través de servicios de descarga para varias consolas. Tuvo una recepción mixta desde su lanzamiento inicial en los arcades y fue menos exitoso que su predecesor.

## Jugabilidad
Prehistoric Isle 2 es un juego de disparos parecido a su predecesor, donde los jugadores toman el control de helicópteros para luchar contra dinosaurios mientras rescatan personas a lo largo de varios niveles. Los jugadores controlan su helicóptero sobre un fondo que se desplaza constantemente y el escenario no dejará de moverse hasta llegar con un jefe que deberá ser vencido para poder progresar.

## Desarrollo y lanzamiento
Una secuela del Prehistoric Isle era insinuada al final de su secuencia de créditos, pero no fue anunciada oficialmente por SNK hasta una década después. Masanori Kuwasashi, director de The King of Fighters '94 y The King of Fighters '95, presentó una propuesta en la que trabajó con Yasushi Adachi, el diseñador de Samurai Shodown, para la secuela tras el lanzamiento de Quiz Meitantei Neo & Geo: Quiz Daisōsasen Part 2 (1992), pero fue rechazada en un principio por SNK. Prehistoric Isle 2 fue codesarrollado por Saurus y Yumekobo, con James H. Woan, Nobuyuki Tanaka y Shuji Takaoka al frente como productores. Masaaki Yuki fue el programador principal, mientras que un planificador bajo el seudónimo de «Barso» fue el diseñador junto a Tomonori Nagakubo e Y. Yonezawa, además del compositor Masahiko Hataya. Varios miembros del personal también colaboraron con el proyecto. El juego fue lanzado por primera vez por SNK para Neo Geo MVS el 27 de septiembre de 1999. El título ha recibido desde entonces una reedición por Hamster Corporation en los últimos años en plataformas de distribución digital como Nintendo eShop, PlayStation Network y Xbox Live.

## Recepción
| Publicación   | Puntaje  |
| ------------- | -------- |
| Nintendo Life | (Switch) |
| Video Chums   | (Switch) |

Prehistoric Isle 2 tuvo menos éxito que su predecesor. Eric C. Mylonas de GameFan le dio a la versión arcade una puntuación global mixta.